# Протопопов, Яков Егорович
Яков Егорович Протопопов (1815—1861) — русский писатель

; редактор газеты «Владимирские губернские ведомости».

## Биография
Родился 16 (28) октября 1815 года в Суздале Владимирской губернии в семье протоиерея. Обучался в Суздальском духовном училище и во Владимирской духовной семинарии (1830—1836). Выделялся из среды товарищей разнообразием своих способностей. Он хорошо играл на нескольких музыкальных инструментах и писал стихи (его вдохновляли по преимуществу библейские сказания, — распространены были в письменном виде поэмы Протопопова «Аендорская волшебница», «Бесчестие Фамари», «Смерть Саула» и другие).
По окончании семинарии, поступил на службу во Владимирское губернское правление канцеляристом, с откомандированием для занятий в канцелярию губернатора Ивана Эммануиловича Куруты и по статистическому комитету. Служба его началась и закончилась в мелких чинах, — он оставил её в чине коллежского регистратора.
С середины 1839 года он стал главным помощником A. И. Герцена в редактировании «Прибавлений к Владимирским губернским ведомостям», а в 1840 году занял должность официального редактора «Ведомостей», которые благодаря энергичному редактору с первых же годов своего существования заняли одно из первых мест среди подобных изданий. Протопопов придал им тот характер, благодаря которому «Владимирские губернские ведомости» высоко ценились различными учеными обществами и лицами, занимающимися изучением истории.
Своими трудами по вопросам истории Владимиро-Суздальского края Я. Е. Протопопов верно наметил путь, по которому с успехом шли за ним B. A. Борисов, B. И. Доброхотов и особенно К. Н. Тихонравов.
Из многочисленных статей Я. Е. Протопопова во «Владимирских губернских ведомостях» (с № 25 за 1839 год по № 43 за 1843 год) библиограф А. В. Смирнов особо выделил: «Историческое обозрение Суздаля» (1839), «Заметка о Суздальских древностях», «Исторический очерк города Переславля Залесского» (1840), «Краткое историческое начертание Владимиро-Суздальской иерархии», «О некоторых селениях Владимирской губернии, бывших прежде собственностью великих князей московских или их семейств, и упоминаемых в их древних грамотах», «Исчисление духовных писателей, живших или родившихся во Владимирской губернии» (1841).
В конце 1843 года Я. Е. Протопопов перешёл на службу в Москву и там определился в корректоры типографии Московского университета.
Умер 5 (17) августа 1861 года в Москве и был похоронен на Ваганьском кладбище; могила утрачена.